# 桜井駅 (大阪府)
桜井駅（さくらいえき）は、大阪府箕面市桜井二丁目にある、阪急電鉄箕面線の駅。駅番号はHK-57。

## 歴史

### 年表
- 1910年（明治43年）4月12日：箕面有馬電気軌道（現在の阪急電鉄）の石橋駅 - 箕面駅間に新設開業[注 1][3]。
- 2013年（平成25年）12月21日：駅ナンバリング(HK-57)が導入される[4][5]。

### 路線延伸構想
- 宝塚線の混雑緩和を目的として、千里線・南千里駅から千里中央駅を経由して当駅まで延伸する構想があったが、宝塚線の輸送力が増強されたことなどから撤回している（1972年12月に事業免許廃止）。

## 駅構造
相対式ホーム2面2線を有する地上駅である。分岐器や絶対信号機を持たないため、停留所に分類される。箕面方面ホーム北側に駅舎・売店があり、石橋阪大前方面ホームとは地下道により連絡している。2007年3月より地下道とホームを連絡するエレベーターの供用を開始した。ホーム有効長は8両編成分である。ただし、定期列車で8両編成が運行されていないため、実質使われているのは4両編成分のみである。箕面市が、当駅南側に改札口の設置を阪急電鉄に要望しているものの、実現する可能性は極めて薄い。
箕面方面ホームにトイレがある。石橋阪大前方面ホームには待合室がある。地下通路には階段に加え、エレベーターが設置されている。

### のりば
| 号線 | 路線    | 方向 | 行先                               |
| ---- | ------- | ---- | ---------------------------------- |
| 1    | ■箕面線 | 下り | 箕面・牧落方面                     |
| 2    | ■箕面線 | 上り | 石橋阪大前・大阪（梅田）・宝塚方面 |

※実際には構内にのりば番号表記はないが、スマートフォン向けアプリ「阪急沿線ナビ TOKKアプリ」の発車案内機能では、箕面方面が1号線、石橋阪大前方面が2号線と表示されている。

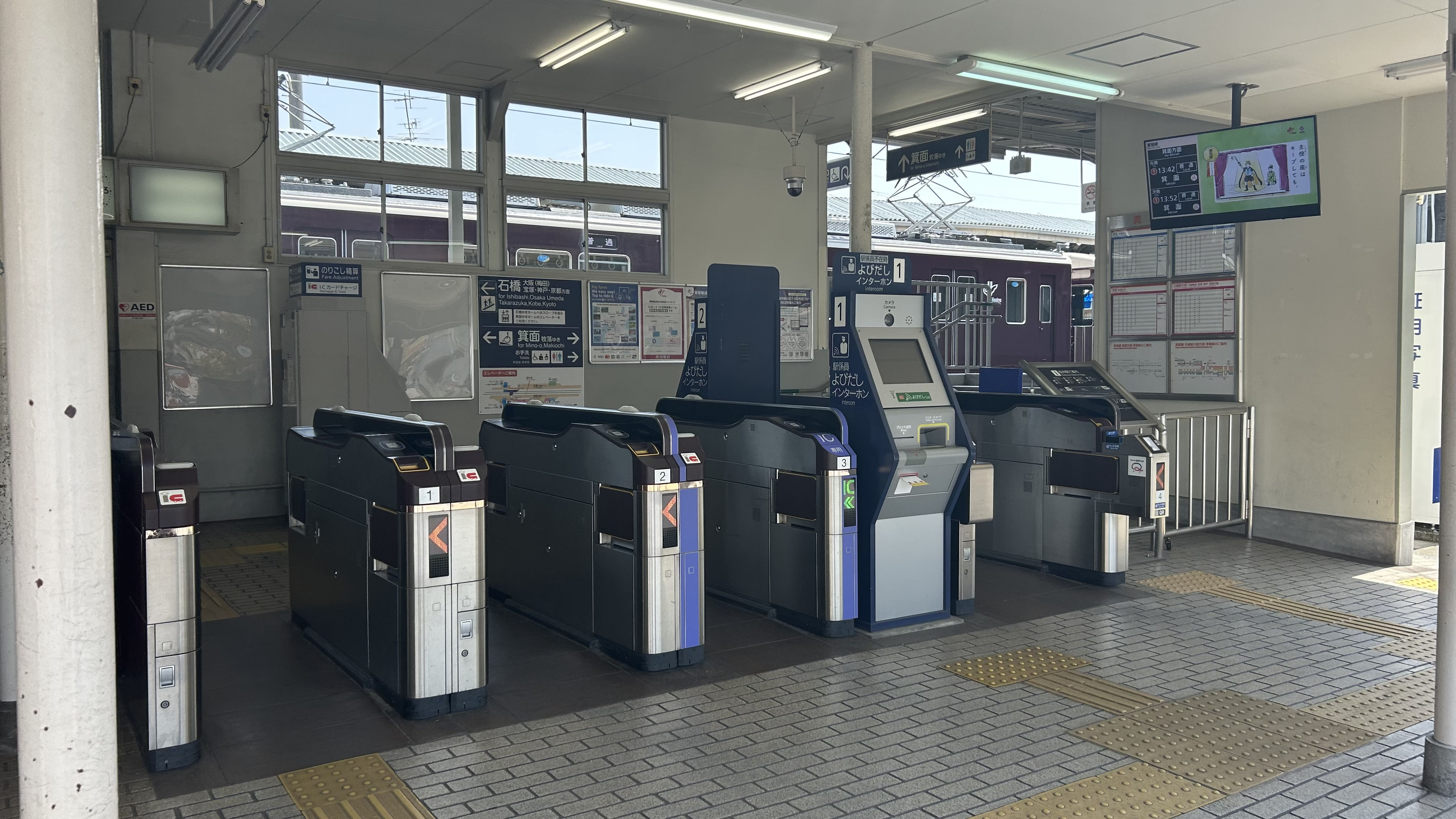
改札口
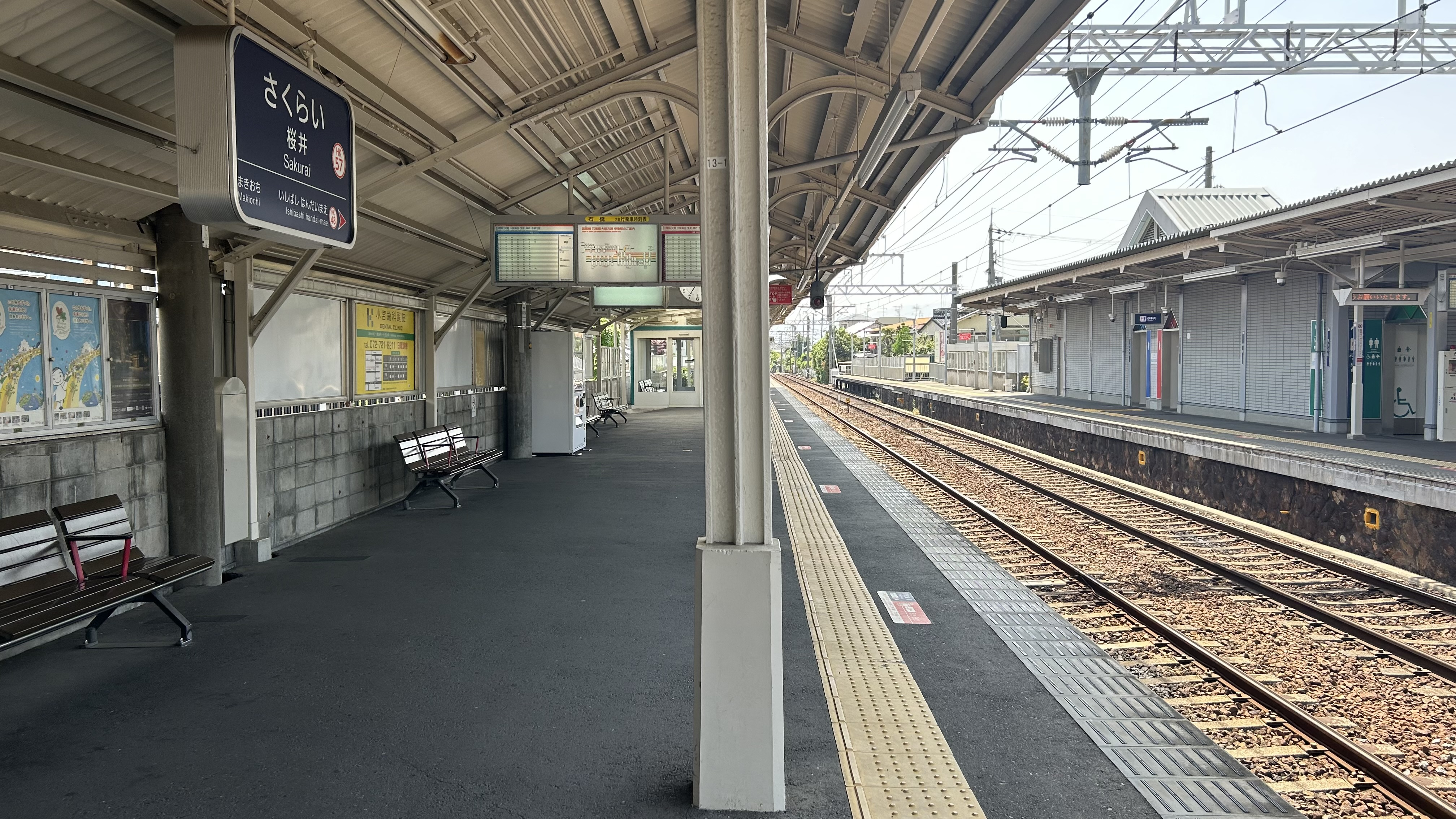
石橋阪大前方面ホーム
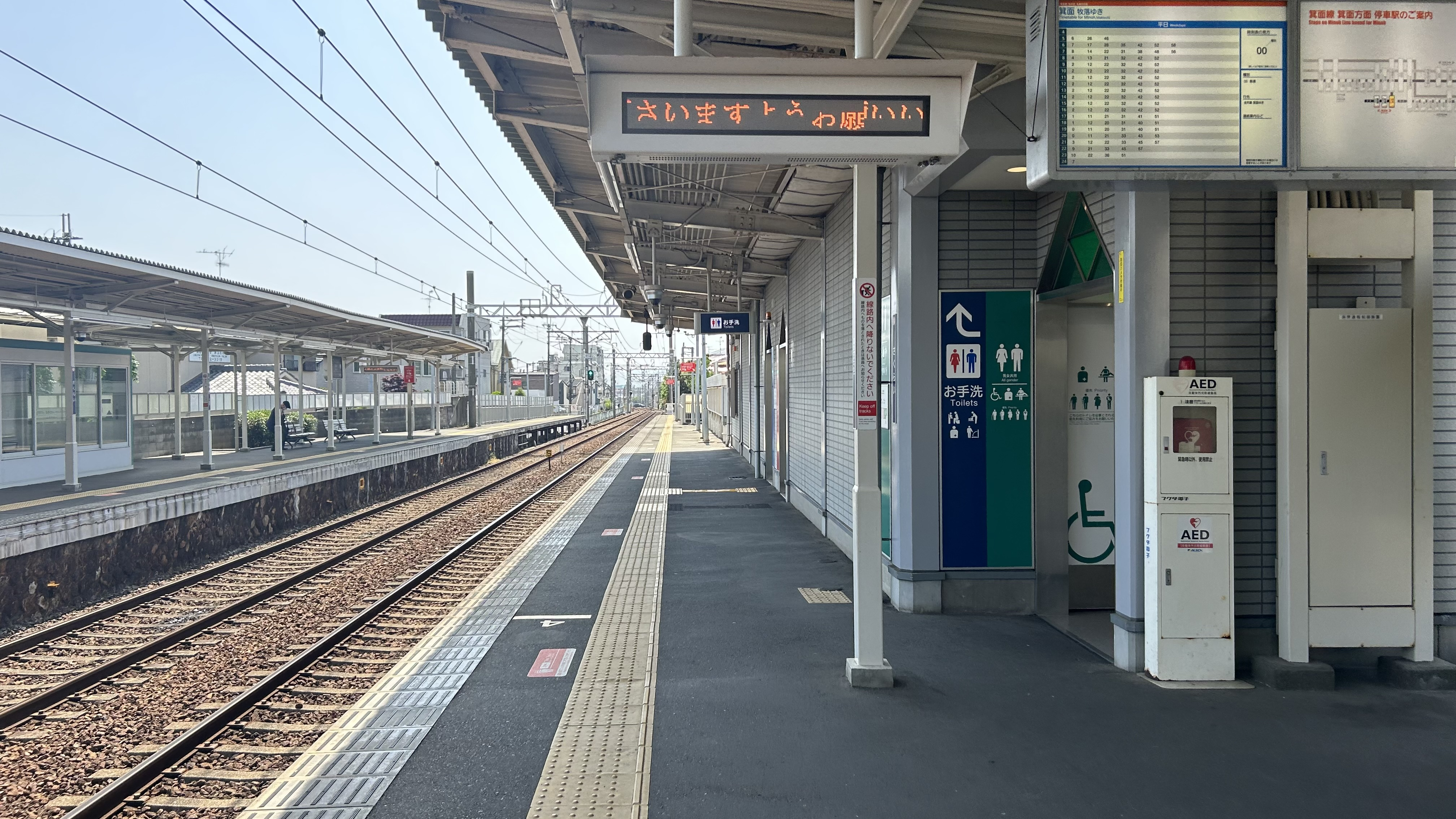
箕面方面ホーム
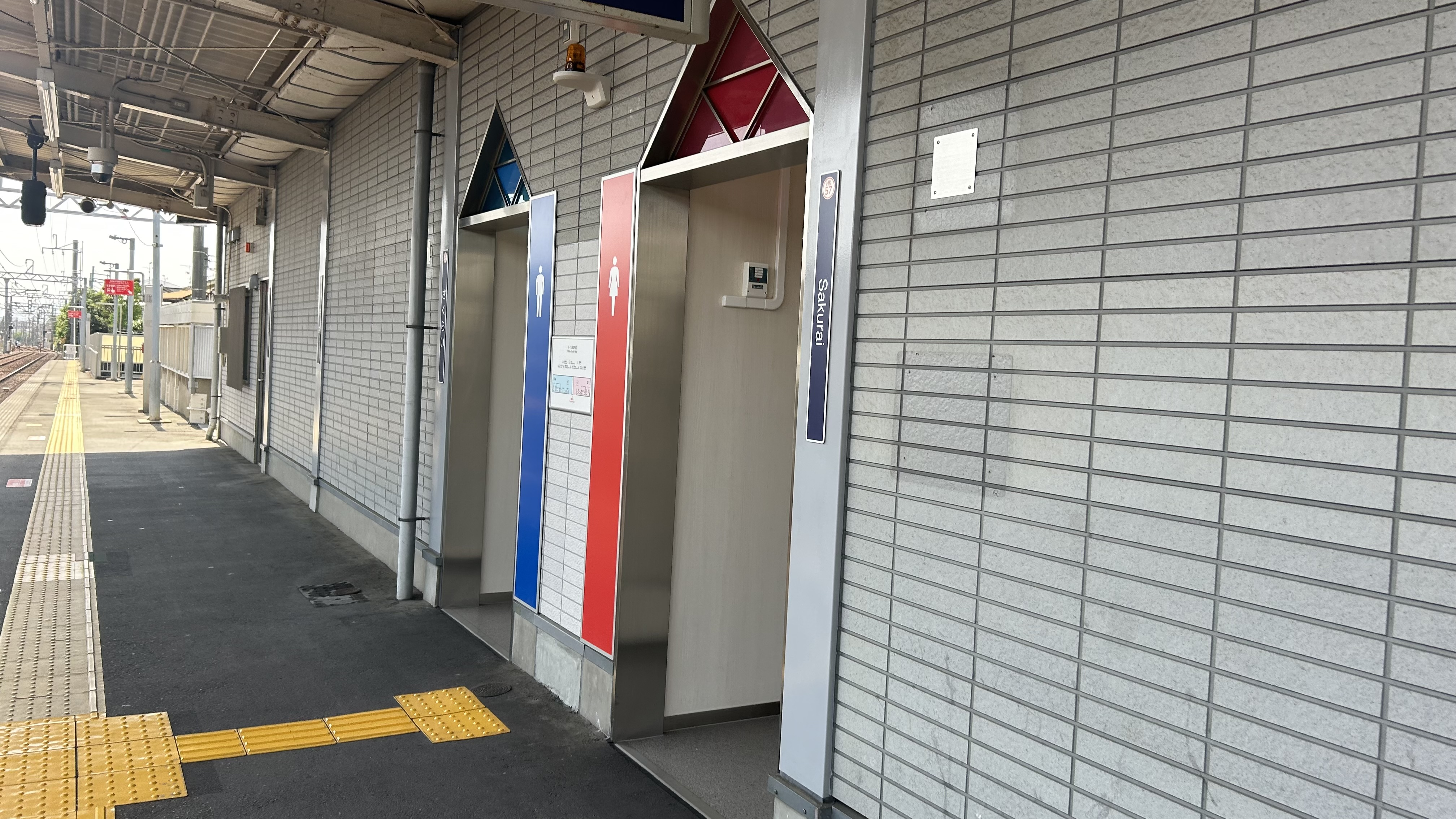
トイレ
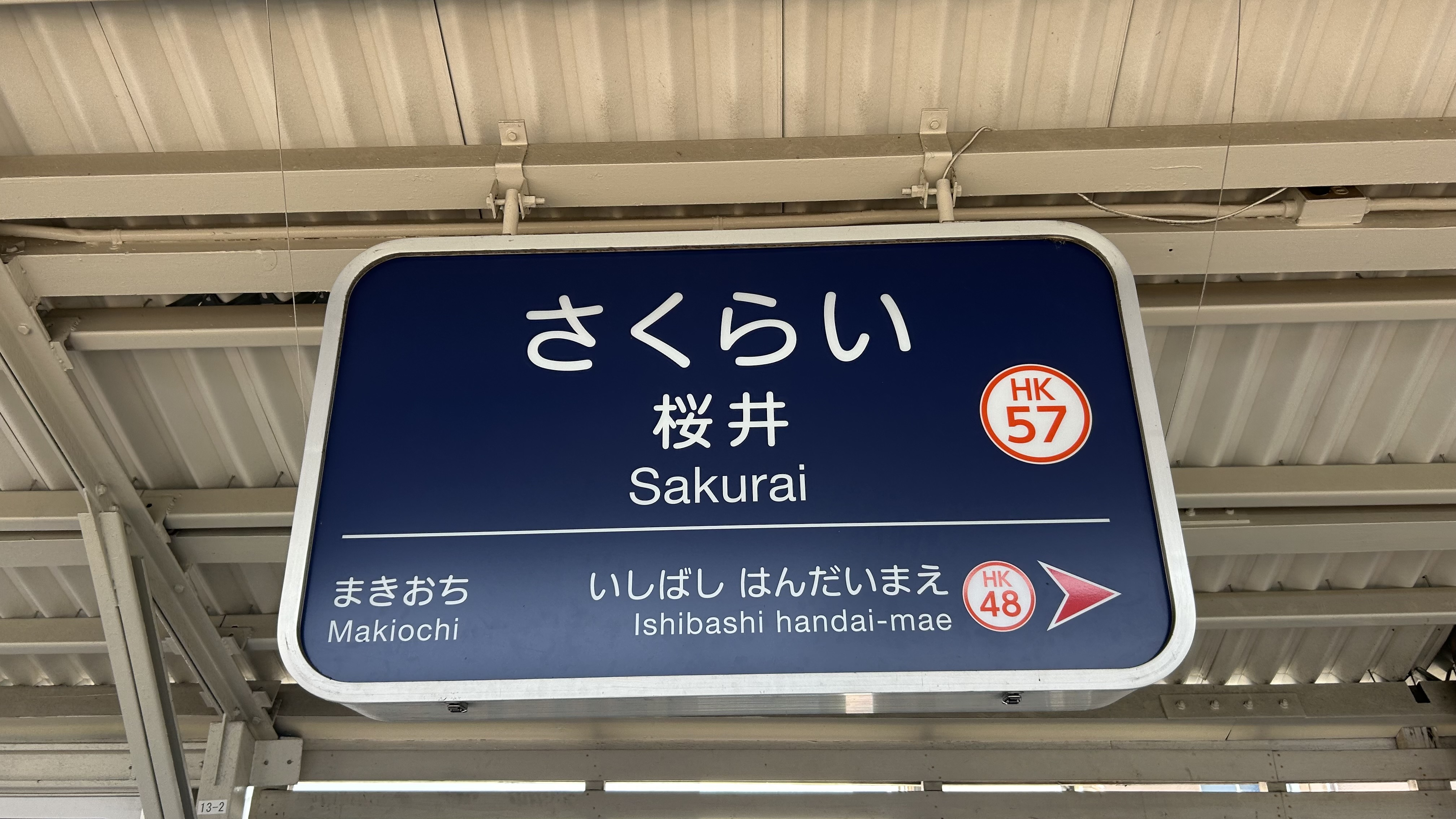
駅名標

## 利用状況
2023年（令和5年）の通年平均における1日の乗降人員は9,110人である。阪急電鉄の駅では宝塚南口駅に次いで第69位。
朝夕は近隣する箕面自由学園の多くの生徒がこの駅を使う。
近年の特定日における1日乗降・乗車人員数の推移は下表の通り。
| 年度   | 特定日   | 特定日   | 出典   |
| 年度   | 乗降人員 | 乗車人員 | 出典   |
| ------ | -------- | -------- | ------ |
| 1995年 | 13,355   | 6,822    | [ 7 ]  |
| 1996年 | 14,177   | 7,130    | [ 8 ]  |
| 1997年 | 14,368   | 7,306    | [ 9 ]  |
| 1998年 | 13,506   | 6,856    | [ 10 ] |
| 1999年 | -        | -        |        |
| 2000年 | 13,178   | 6,673    | [ 11 ] |
| 2001年 | 12,816   | 6,462    | [ 12 ] |
| 2002年 | 12,063   | 6,115    | [ 13 ] |
| 2003年 | 11,860   | 5,938    | [ 14 ] |
| 2004年 | 11,893   | 6,009    | [ 15 ] |
| 2005年 | 11,748   | 5,928    | [ 16 ] |
| 2006年 | 11,650   | 5,935    | [ 17 ] |
| 2007年 | 11,634   | 5,915    | [ 18 ] |
| 2008年 | 11,354   | 5,722    | [ 19 ] |
| 2009年 | 10,990   | 5,544    | [ 20 ] |
| 2010年 | 11,005   | 5,554    | [ 21 ] |
| 2011年 | 10,766   | 5,406    | [ 22 ] |
| 2012年 | 11,280   | 5,650    | [ 23 ] |
| 2013年 | 11,240   | 5,668    | [ 24 ] |
| 2014年 | 11,051   | 5,566    | [ 25 ] |
| 2015年 | 11,206   | 5,658    | [ 26 ] |
| 2016年 | 11,275   | 5,630    | [ 27 ] |
| 2017年 | 11,466   | 5,774    | [ 28 ] |
| 2018年 | 11,434   | 5,769    | [ 29 ] |
| 2019年 | 11,343   | 5,722    | [ 30 ] |

## 駅周辺
駅周辺には商店やスーパー・コンビニ・マンションなどが建ち並び、駅から北西方向にあたる桜ヶ丘地区などは閑静な住宅地となっている。周辺は近年カラスの大群の被害に悩まされている。
- 桜井商店街
- マストメゾン箕面桜井（一階は店舗）
- 箕面自由学園
- 若葉幼稚園
- 箕面桜井郵便局
- みのお自動車教習所
- 国道171号
- 旧西国街道
- ダイエー桜井駅前店
- 阪急桜井市場
- 箕面市立南小学校
- 箕面市立西南小学校
- 箕面市立第三中学校 - 石橋阪大前駅からも近い。
- 尼崎信用金庫 箕面支店
- 池田泉州銀行 箕面支店（旧：池田店舗）
- 大阪北部農業協同組合（JA大阪北部）本店
- 池田タクシー桜井営業所

### 阪急桜井駅前の再開発計画
桜井駅前には駅前広場の設置計画があり、駅に直結していた桜井スーパーマーケットを含む駅周辺の再開発計画が進められた。再開発計画地の大部分を占める桜井スーパーマーケットは2005年に所有者が変わり、所有者側は再開発を推進したが、店内経営者側が再開発反対を主張し難航していた。2010年1月から3月にかけて桜井スーパーマーケットの西側半分が解体され、跡地が8月9日より暫定ロータリーとして供用が開始されたが、後に時間貸駐車場として転用された。
その後、2016年5月から6月にかけ残存していた東側半分も解体され、新築されたマンションの一階店舗部分には、旧桜井スーパーマーケットにあったいくつかの店舗も入居している。
駅前再開発に伴い、駅北側にあった阪急タクシーの「呼び出し電話専用のりば」の運用が、2019年4月25日をもって終了された。
2023年には駅前広場およびロータリーが完成し、8月1日より駅前駐車場が営業を開始した。

### バス路線
箕面市のコミュニティバス「オレンジゆずるバス」の路線が乗り入れる（阪急バス茨木営業所が運行受託）。
桜井駅停留所 - 旧西国街道南側
- 黄ルート - 西部南・東部南循環
- 紫ルート - 箕面駅・桜井・平和台・如意谷循環

平日は黄ルート、休日は紫ルートにて運行される。
阪急バス 南桜井停留所 - 駅出口より徒歩5分、国道171号沿い
- 92系統
  - JR茨木駅・阪急茨木市駅(西口)行 （箕面高校前・新家・小野原・宿川原・中河原南口・春日経由）※阪急茨木市駅行は一部便のみ
  - 茨木営業所前 止（箕面高校前・新家・小野原・豊川一丁目経由）※入庫便

国道171号西行
- 92系統
  - 阪急石橋阪大前駅行

## 隣の駅
阪急電鉄
■箕面線
石橋阪大前駅 (HK-48) - 桜井駅 (HK-57) - 牧落駅 (HK-58)